# Teofil Kegel
Teofil Kegel (ur. 9 listopada 1815 w Durowie, zm. 17 sierpnia 1891 tamże) – polski ksiądz katolicki, działacz społeczny i niepodległościowy.

## Życiorys
Syn Józefa i Konstancji z Dyamentów. Ukończył seminarium duchowne w Gnieźnie, w 1842 przyjął święcenia kapłańskie. W 1845 został skierowany do parafii Wniebowzięcia Najświętszej Maryi Panny w Środzie Wielkopolskiej, aktywnie uczestniczył i kierował stowarzyszeniami i towarzystw działających przy parafii. Podczas Wiosny Ludów był moralnym przywódcą kosynierów w obozie średzkim. Dzięki swojemu autorytetowi wśród lokalnej ludności doprowadził do wielu akcji społecznych, m.in. zagospodarowano nieużytki po rozebranych murach miejskich i fosie, gdzie powstał park zwany Plantami. Decyzją władz duchownych w 1854 został skierowany do parafii św. Mikołaja w Gąsawie, gdzie doprowadził do generalnego remontu świątyni, plebanii oraz budowy figury Matki Boskiej z Dzieciątkiem przed świątynią. Podczas powstania styczniowego wspierał powstańców i podtrzymywał w mieszkańcach ducha patriotyzmu. Teofil Kegel był aktywnym członkiem Towarzystwa Pomocy Naukowej im. Karola Marcinkowskiego, które wspierało edukację ubogiej młodzieży. Po odbyciu pielgrzymki do Ziemi Świętej opisał swoje przeżycia w „Dzienniku z pielgrzymki do ziemi świętej”, który ukazał się drukiem w 1875. Zgodnie ze swoim życzeniem został pochowany na cmentarzu parafialnym w Gąsawie.